# Gare de Marines
Pour les articles homonymes, voir Gare de Marines (homonymie).
La gare de Marines était une gare ferroviaire française  des lignes de Valmondois à Marines (voie métrique) et de Chars à Marines (voie normale), située sur le territoire de la commune de Marines dans le département du Val-d'Oise en région Île-de-France.
Elle est mise en service en 1891 par la Société générale des chemins de fer économiques (SE).

## Situation ferroviaire
Établie à 124 m d'altitude, la gare d'échange de Marines était située au point kilométrique (PK) 6,0 de la ligne de Chars à Marines (voie normale) après la halte de Marines et au PK 21,xx de la ligne de Valmondois à Marines (voie métrique) après la station de Bréançon - Grisy.

## Histoire

### Gare d'un chemin de fer à voie étroite
En 1885, les travaux de construction d'une ligne à voie métrique entre Valmondois et Épiais-Rhus sont en cours lorsque le maire de Marines, qui est également conseiller général, fait une demande pour qu'elle desserve également sa commune. La Société générale des chemins de fer économiques (SE) réalise un avant-projet, de cette prolongation, qui aboutit à la concession du 12 juillet 1886. Une polémique sur le choix de l'emplacement de la gare de Marines va retarder la construction pendant plusieurs années.

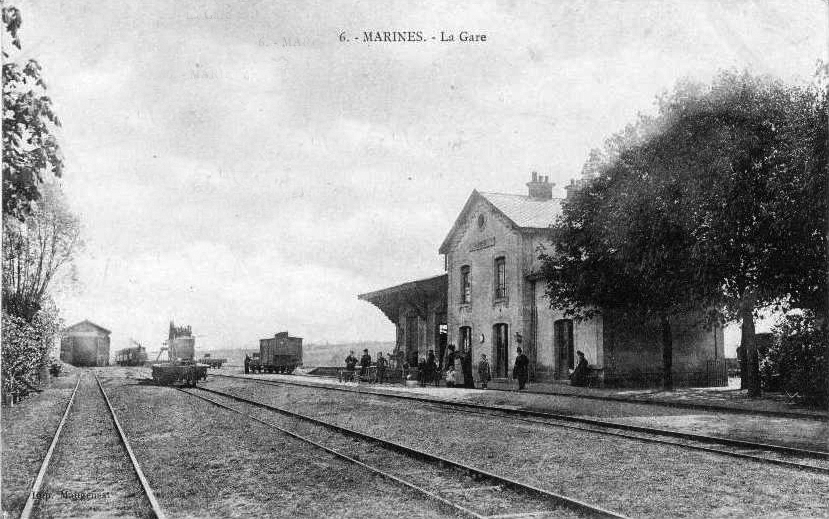
Intérieur de la gare vers 1900

La gare de Marines est mise en service le 19 novembre 1891 par la Société générale des chemins de fer économiques, lorsqu'elle ouvre à l'exploitation la section terminale d'Épiais-Rhus à Marines de sa ligne de Valmondois à Marines dont elle devient le terminus. La gare est établie à côté de la ferme de La Lévrière. 
Gare terminus, elle dispose d'installations plus importantes que les autres stations. Le bâtiment voyageurs comporte : un corps central à deux ouvertures et un étage aménagé en logement pour le chef de gare, une aile à une ouverture pour la salle d'attente et de l'autre côté une halle à marchandises, à deux ouvertures. Le faisceau compte cinq voies : outre la voie principale, il y a deux voies pour les marchandises, une pour la remise à locomotives et une de débord. Un petit bâtiment, situé à proximité de la salle d'attente, abrite les latrines et la lampisterie. On y trouve également une plaque tournante et un château d'eau

### Gare d'échange
Après une déclaration d'utilité publique le 1er août 1887, la finalisation du projet de raccordement entre les gares de Marines et de Chars va prendre plusieurs années. Commencées avec la Compagnie des chemins de fer de l'Ouest, les négociations n'aboutirent qu'avec l'Administration des chemins de fer de l'État. Le département de Seine-et-Oise lui concède la ligne le 12 janvier 1905. 
La nouvelle ligne à voie normale est mise en service le 17 janvier 1911. Avant d'atteindre la gare de Marines, la ligne coupe la rue des Bœufs par un passage à niveau, puis elle traverse le cours de la Gare et se termine en impasse.

### Fermetures
La ligne de Valmondois à Marines est fermée au trafic marchandises en 1948 et au service des voyageurs le 1er juillet 1949. L'arrêt de l'exploitation de la ligne de Chars à Marines le 1er mars 1951 marque également la fermeture de la gare de Marines.